# مامي كينجيتسو
مامي كينجيتسو (باليابانية: 金月 真美) مواليد 2 أبريل 1965، هي مؤدية أصوات يابانية.

## أعمال

### أنمي
- ون بيس
- الصياد

### ألعاب
- ذا كينغ أوف فايترز

## وصلات خارجية
- مامي كينجيتسو على موقع IMDb (الإنجليزية)
- مامي كينجيتسو على موقع ميوزك برينز (الإنجليزية)
- مامي كينجيتسو على موقع قاعدة بيانات الفيلم (الإنجليزية)
- مامي كينجيتسو على موقع ANN person (الإنجليزية)